# 横田五郎
横田 五郎（よこた ごろう、明治2年10月8日（1869年11月11日） - 没年不詳）は、日本の裁判官、検事。男爵横田國臣の弟。

## 経歴
豊前国宇佐郡封戸村（現在の大分県宇佐市）にて、島原藩士の子として生まれる。1898年（明治31年）、東京帝国大学法科大学を卒業し、司法官試補となる。東京地方裁判所判事、同部長、検事・司法省参事官、東京控訴院検事、横浜地方裁判所所長を歴任した。のち、朝鮮総督府法務局長に転じ、さらに朝鮮総督府高等法院長も務めた。

## 栄典
- 1929年（昭和4年）5月15日 - 従三位[4]

## 親族
- 横田国臣 - 兄[3]。男爵。司法次官、検事総長、大審院院長。
- 父・横田宗雄 ‐ 島原藩士。[5]
- 妻・チヨ ‐ 浜野定四郎の二女。[5]
- 長女・道子 ‐ 田辺輝実の孫で医師の吉松駿一の妻。[5]